# Ėnyčavajam
L'Ėnyčavajam (in russo Энычаваям?) è un fiume della Russia estremo-orientale, affluente di destra della Talovka. Scorre nel Penžinskij rajon del Territorio della Kamčatka.
Il fiume ha origine in una stretta depressione intermontana dei monti dei Coriacchi; scorre in direzione occidentale, nella parte inferiore raggiunge il Parapol'skij dol e sfocia nella Talovka a 151 km dalla foce. Il fiume ha una lunghezza di 311 km, il bacino misura 7 930 km².
Il fiume scorre in una zona assolutamente remota: l'unico insediamento dell'area, il villaggio di Talovka, si trova lungo il suo basso corso. 